# シュトゥットガルト路面電車GT4形電車
シュトゥットガルト路面電車GT4形電車（SSB GT4）は、エスリンゲン機械製造（ドイツ語: Maschinenfabrik Esslingen）で製造された路面電車車両。シュトゥットガルト市内に路線網を有するシュトゥットガルト市電で使用された。
この項目では、他の都市に導入された同型車両と、日本に譲渡された車両である土佐電気鉄道735形および福井鉄道F10形電車 RETRAM（レトラム）についても記す。

## 概要
ネッカー川沿いの丘陵地帯に発達した都市・シュトゥットガルトを走るシュトゥットガルト市電の路線は、その地形の関係上急勾配や急カーブが多く点在している。そのため、GT4は2つの車体を台車によって繋ぐ連接構造ではなく、それぞれボギー台車が1つ設置されている2車体をサブフレームによって接続する連節構造を採用している。これにより、非連節車両と比べて車体がカーブの内側に張り出しすぎることを防ぐことができる。また主電動機もサブフレームに設置されており、カルダンシャフトを経由しボギー台車の内側の車軸へ動力が伝わる構造となっている。側窓は固定式になっており、屋根上に大型の通風装置が設けられている。
なお形式名の「GT4」は、「4本の車軸を有する路面電車(Gelenktriebwagen 4-achsig)」という意味である。

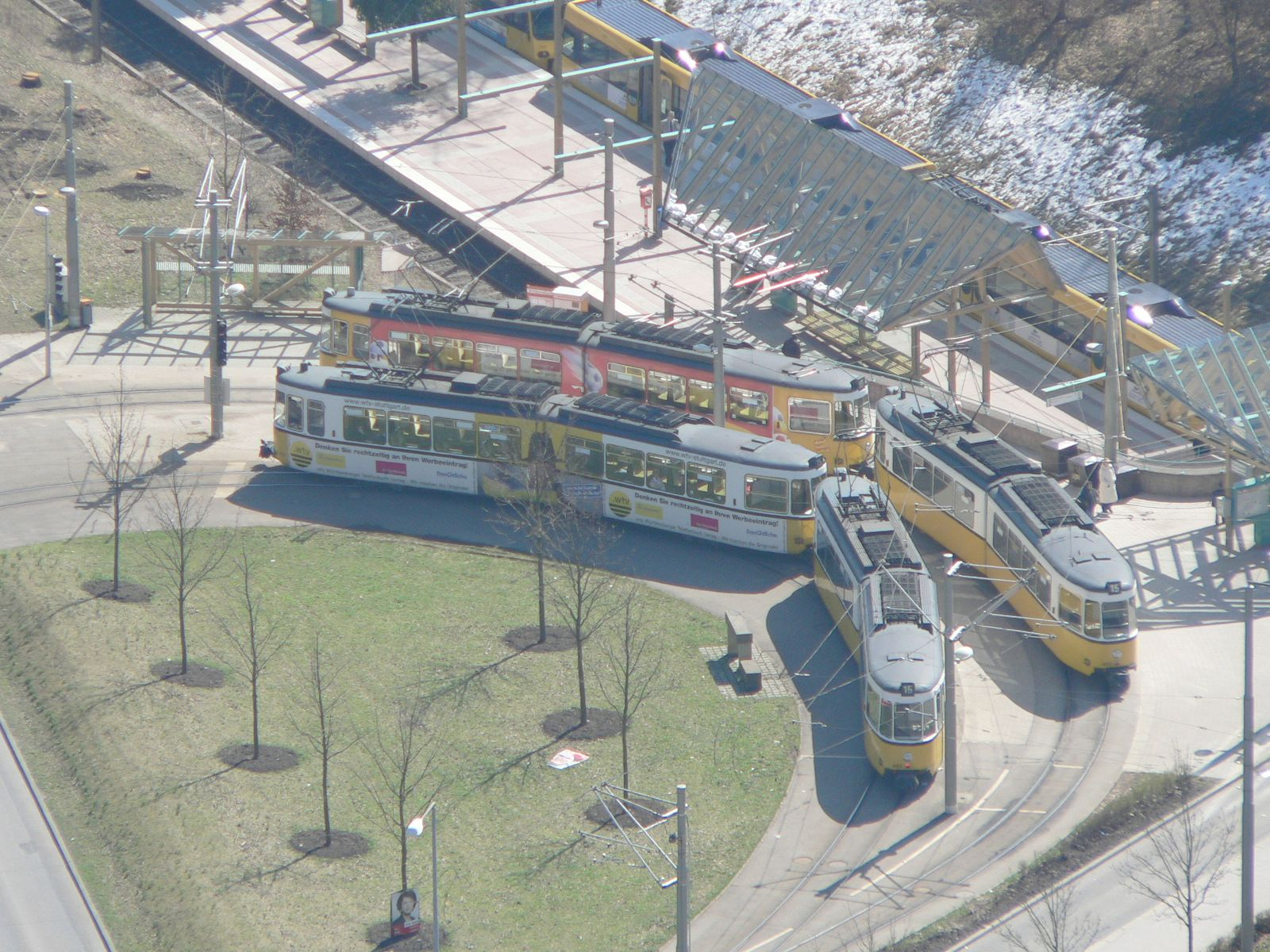
急なカーブを曲がるGT4形の様子

## 運用

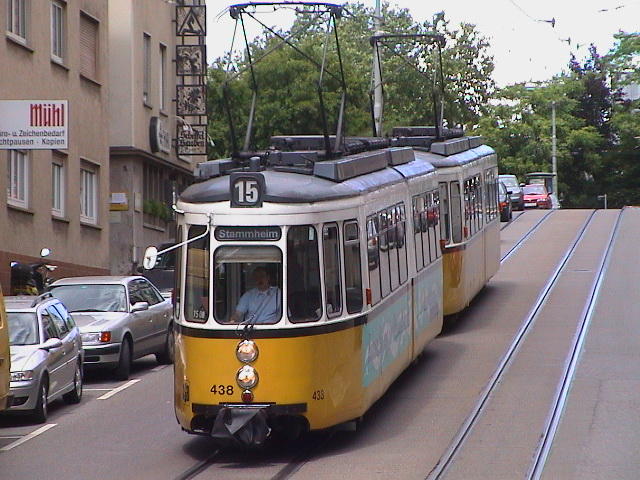
15系統で活躍していたGT4
2編成による連結運転が行われていた(2001年)

最初の編成は1959年5月27日に営業運転を開始し、1965年までに合計350編成が導入された。
シュトゥットガルトの路面電車網は起終点にあるループ線で方向転換を行っていたため、運転台はパンタグラフが搭載された車両のみにあり、扉も片側のみに配置されていた。また連結器を有し総括制御が可能と言う特徴を活かした連結運転も行われ、1990年以降GT4を使用する全定期列車は2編成を用いた連結運用に改められた。それに関連し、全編成のうち半数以上の180編成については運転台を撤去し、連結運転時のみに使用される動力車(de:Geführter Triebwagen)への改造が行われた。
1988年からは運転台付き編成のうち48編成が、統合運転情報システム、ホイールフランジ潤滑器、ロックアップ機能を搭載した緊急ブレーキなどの近代化を施した"GT4 2000"にリニューアル改造された。
しかし、シュトゥットガルトの路面電車のシュタットバーン化が進む中で輸送力不足が課題となった結果、1985年以降路線の軌間(1000mm→1435mm)変更、大型車両・DT8形の導入が行われることになり、改軌と共に廃車や各都市への譲渡が進行。2004年の段階で15系統に使用される50編成のみが残る状態となり、2007年12月8日をもってGT4形は定期営業運転から撤退した。
ただしその後も複数の編成が市電博物館に保存されており、1000mmゲージの線路が残された21系統・23系統での動態保存運転も実施されている。

## 譲渡
シュトゥットガルトでの運用から撤退したGT4形の多くはその後各地の都市に譲渡され、一部編成については更に別の都市への譲渡も行われている。また、シュトゥットガルトの車両のうち土佐電気鉄道などループ線が存在しない路線に譲渡された車両には、後述のように両運転台に改造された車両も存在する。

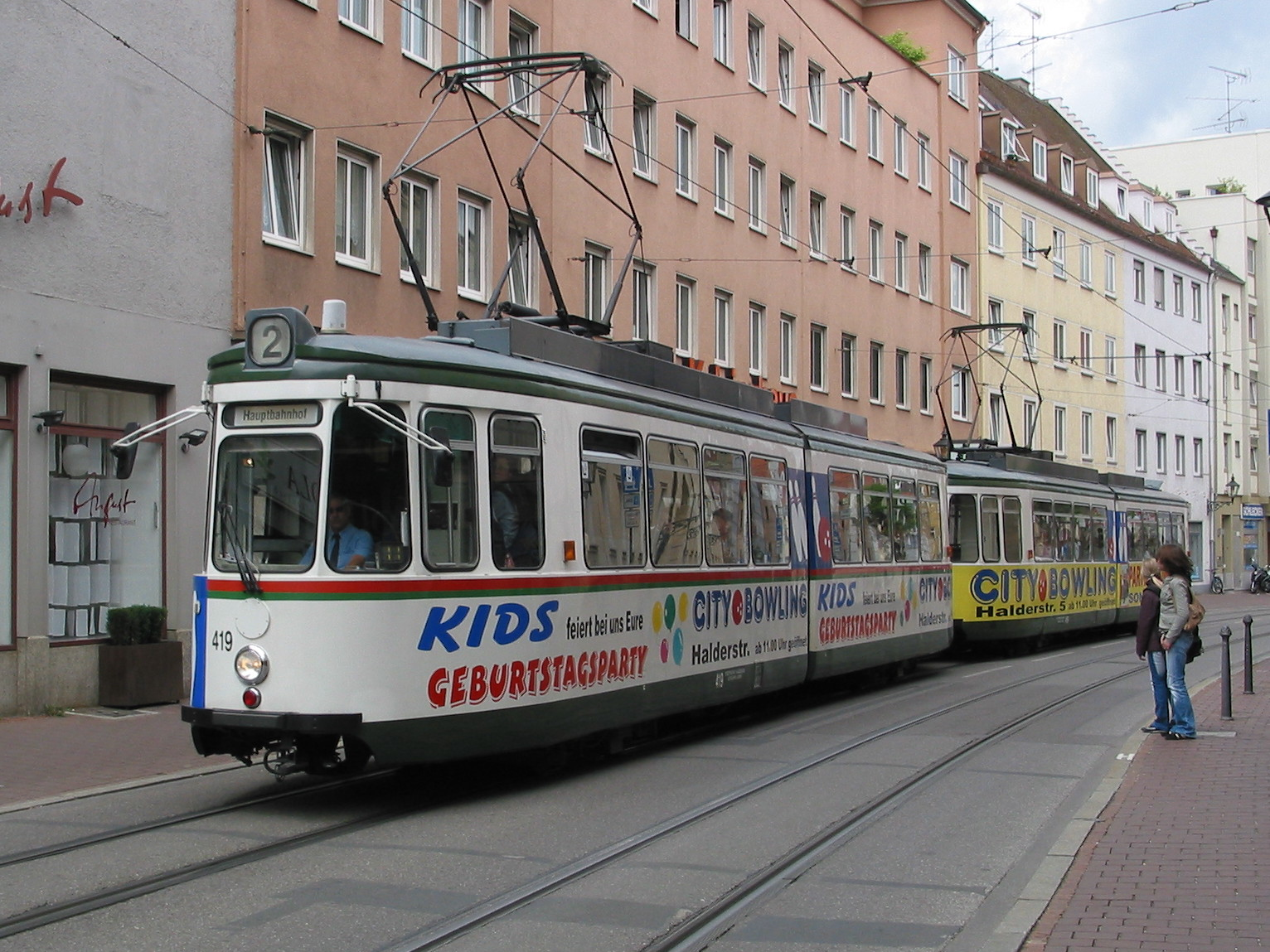
アウクスブルクに譲渡された車両
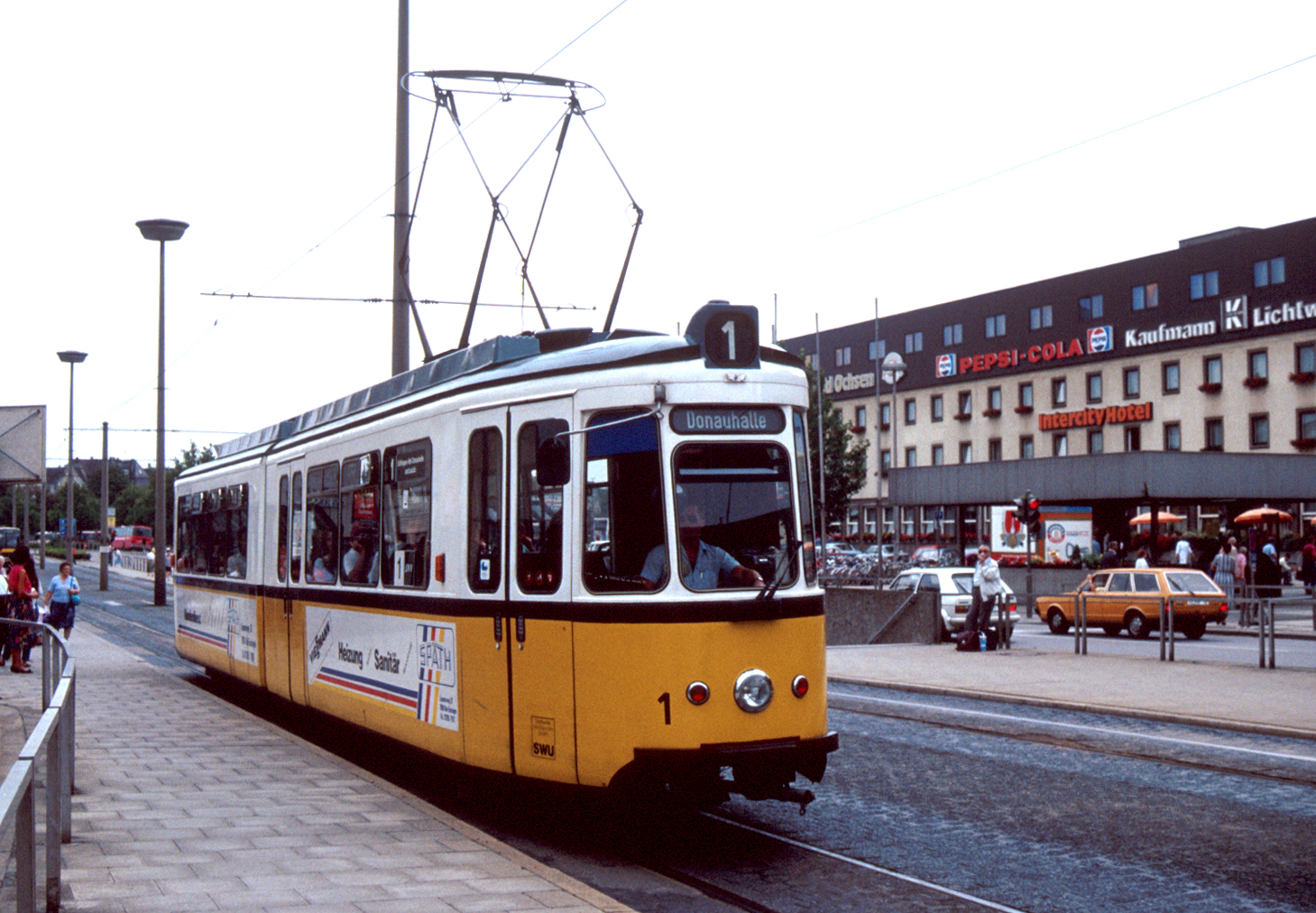
ウルムに譲渡された車両
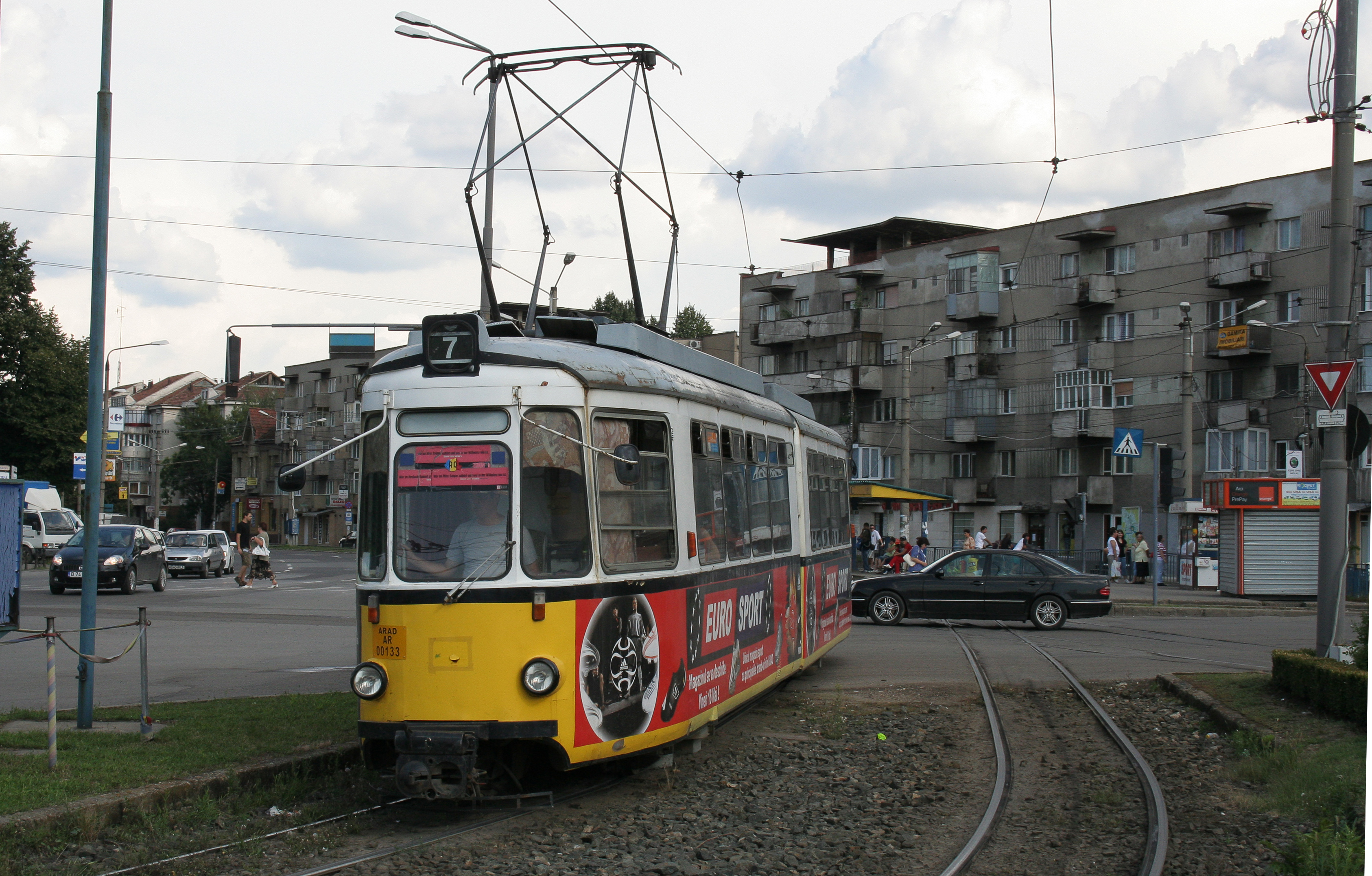
アラドに譲渡された車両
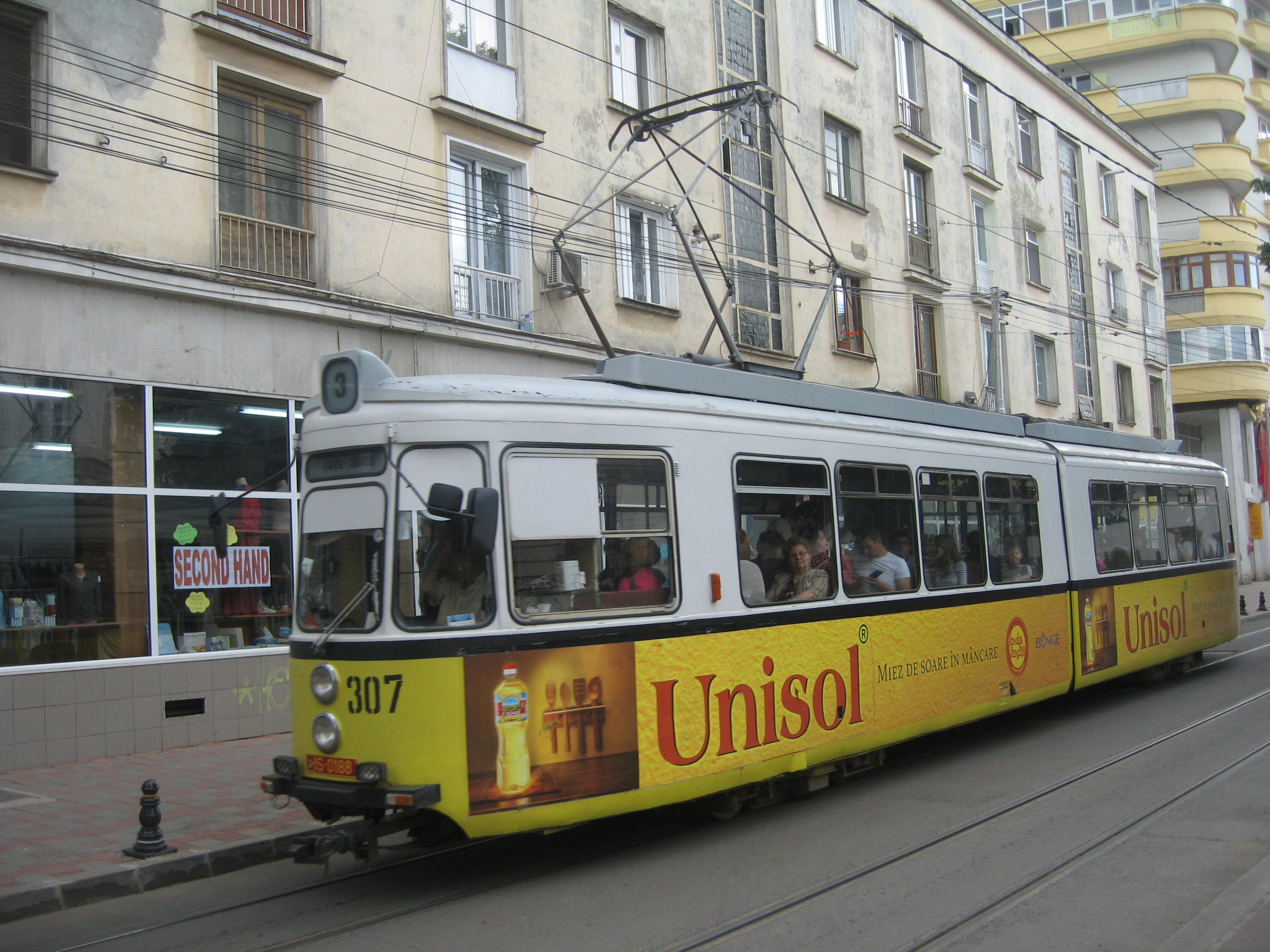
ヤシに譲渡された車両

### 土佐電気鉄道735形電車
1989年（平成元年）に開業85周年を迎えた土佐電気鉄道で、その記念事業として世界の路面電車を自社線で走らせることが計画された。その一環として輸入された車両の1つが、シュツゥットガルトで活躍していたGT4形である。
ループ線が存在せず軌間も異なる土佐電気鉄道の条件に合わせるため、714号・735号の2編成のうち運転台がある車体同士を組み合わせることで両運転台式へと改造されており、台車も土佐電気鉄道の1,067 mm軌間に適合するよう整備が行われた他、連結器も撤去された。車体の改造を要する乗降扉の増設は行われておらず、進行方向左側の扉は後ろ側の車両の2箇所のみとなる。
1990年（平成2年）8月8日に世界の路面電車第1弾として営業運転を開始し、2005年（平成17年）まで使用されていたが、それ以降は運用実績がなく車庫に保管されたままになっていた。

### 福井鉄道F10形電車
故障が多かったことや新型低床車の導入により休車状態となっていた土佐電気鉄道735形に目を付けた福井県が、観光資源としてのイベント車両にするために車両購入費200万円、改修費・輸送費7,600万円の計7,800万円の全額を県予算で2013年12月に購入した。その際、形式名もF10形に改められた。また、2014年2月17日 - 3月9日の間に行われた一般公募の結果に基づき、「RETRAM（レトラム）」という愛称もつけられている。
京王重機整備による再整備を受けた後、2014年4月12日から福井鉄道福武線での営業運転を開始した。非冷房であることから、運行期間は春季（3 - 5月）および秋季（10 - 11月）に限られている。営業開始初年度となった2014年度は福井駅前（現・福井駅） - 田原町間の運転であったが、2015年度以降はたけふ新 - 田原町間での運転に変更されている。
2023年度以降、空調装置の設置を含む電気系統の改修工事を実施し、通年運行が可能となる予定である

## 同型車
GT4形はシュトゥットガルト以外にも、第二次世界大戦前から使用されていた旧型電車の置き換えおよび新規路線への導入のためフライブルクやノインキルヒェン、ロイトリンゲン向けの車両がエスリンゲン機械製造で製造された。これらの車両はシュトゥットガルト路面電車に導入された車両と異なり、車体の左右両方に扉が設置された両運転台車体を有していた。
なお、フライブルク向けの車両のうち1967-1968年に製造されたものについてはエスリンゲン機械製造が操業を停止していたためダイムラー・ベンツによって製造が行われた。
また、1964年4月9日-21日にかけて、チューリッヒ市交通局が運営する路面電車路線でシュトゥットガルト路面電車の車両を使った試験走行が行われたが、チューリッヒでの本格採用には至らないまま終わっている。

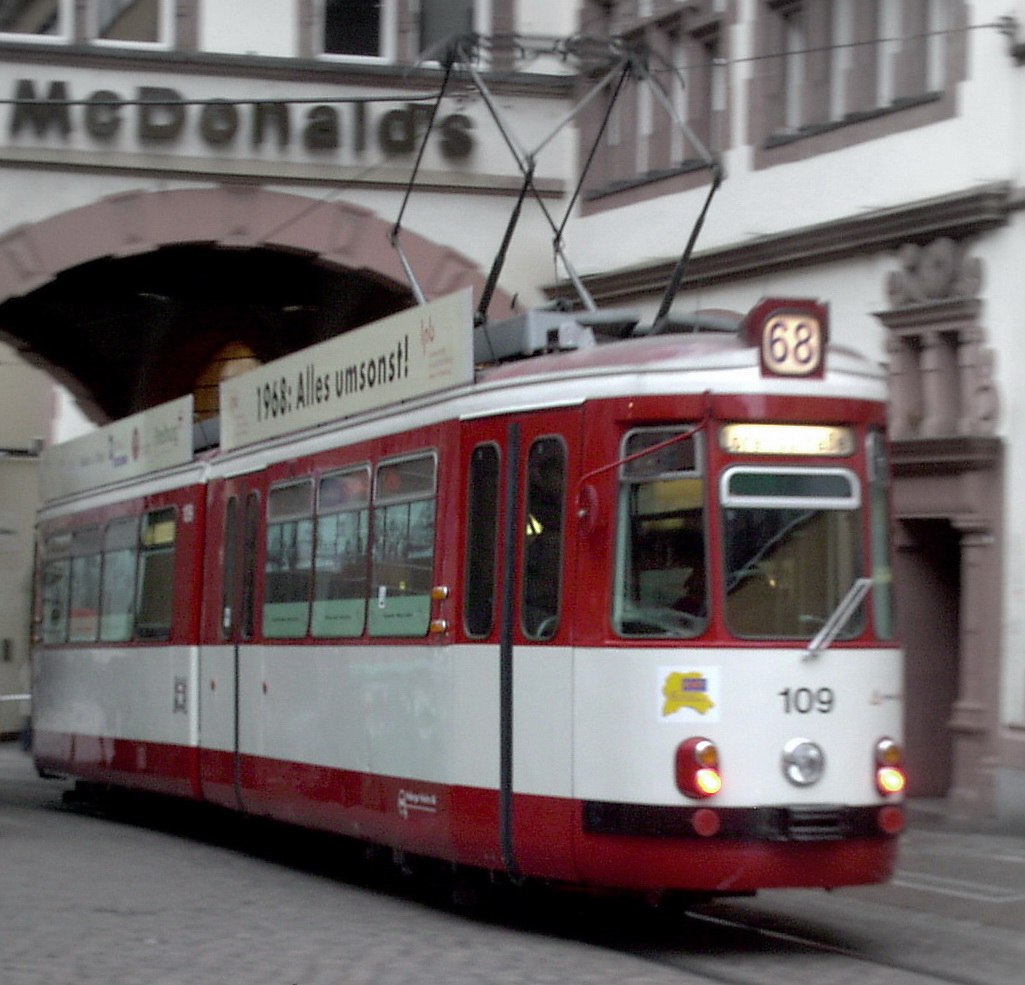
フライブルク向け車両
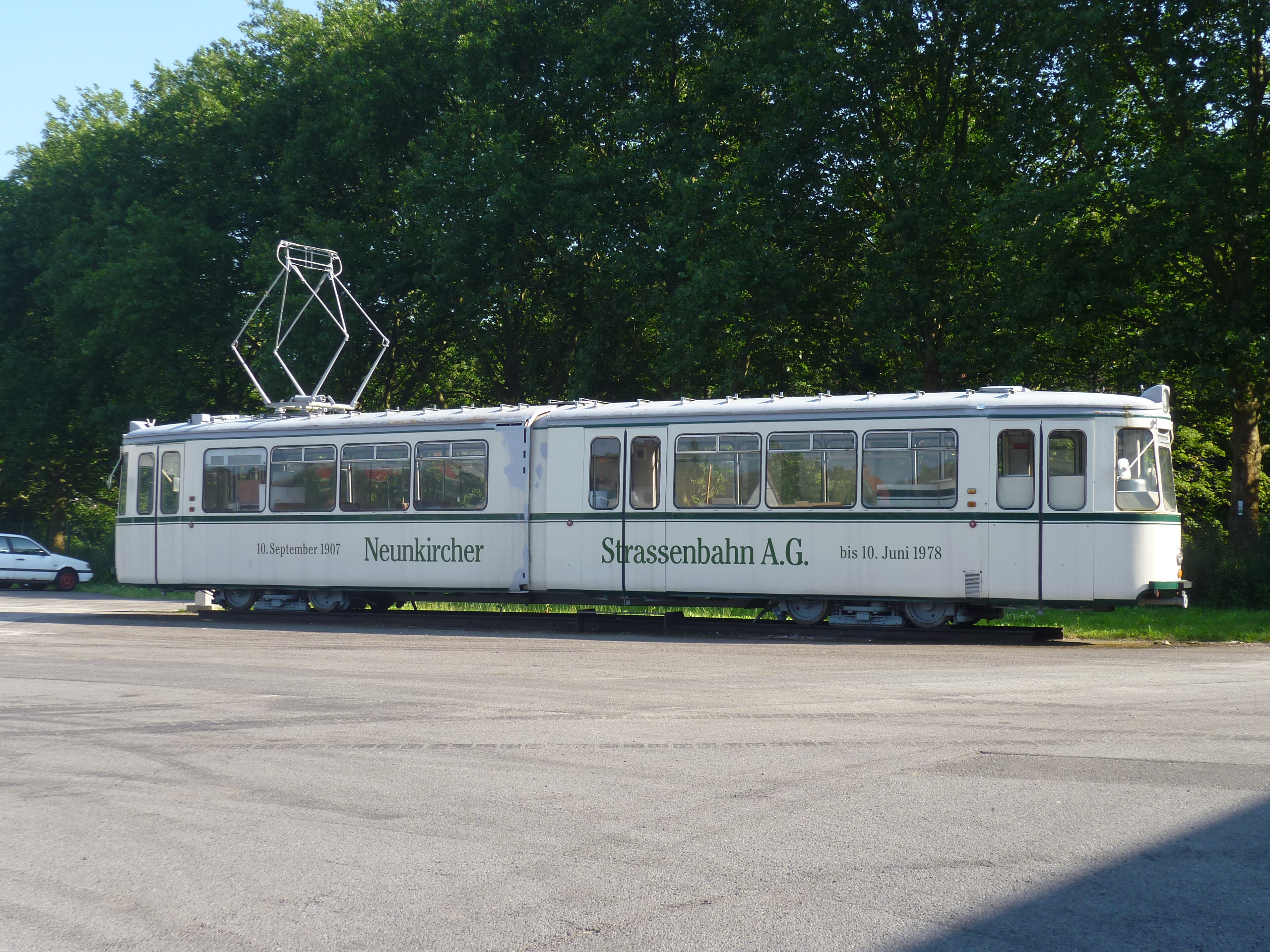
ノインキルヒェン向け車両 1978年の路線廃止後は地元の輸送会社で保存されている

## 車両一覧
| 都市名                                   | 編成数  | 車両番号                       | 運転台   | 登場年    | 譲渡元                                    | 引退年 |
| ---------------------------------------- | ------- | ------------------------------ | -------- | --------- | ----------------------------------------- | ------ |
| シュトゥットガルト                       | 350     | 401–750                        | 片運転台 | 1959–1965 | –                                         | 2007   |
| フライブルク                             | 19      | 104–122                        | 両運転台 | 1962–1968 | –                                         | 1994   |
| フライブルク                             | 10      | 151–160                        | 片運転台 | 1985      | シュトゥットガルト                        | 1990   |
| ノインキルヒェン                         | 8       | 1–8                            | 両運転台 | 1961      | –                                         | 1978   |
| ロイトリンゲン                           | 3       | 59–61                          | 両運転台 | 1964      | –                                         | 1974   |
| ウルム                                   | 14      | 1–14                           | 片運転台 | 1985–1987 | シュトゥットガルト                        | 2003   |
| ウルム                                   | 3       | 11–13                          | 片運転台 | 1982–1984 | ロイトリンゲン                            | 1988   |
| 高知                                     | 1(2)    | 735                            | 両運転台 | 1989      | シュトゥットガルト                        | 2014   |
| ハレ                                     | 30 (32) | 852, 860–889                   | 片運転台 | 1990      | シュトゥットガルト                        | 2003   |
| ハレ                                     | 9       | 851, 853–859, 890              | 片運転台 | 1990      | フライブルク (シュトゥットガルト譲渡車)   | 2003   |
| アウクスブルク                           | 20 (23) | 401–410, 451–460 (奇数番号)    | 片運転台 | 1991      | シュトゥットガルト                        | 2003   |
| アウクスブルク                           | 20      | 411–420, 461–470 (偶数番号)    | 片運転台 | 1994      | シュトゥットガルト                        | 2009   |
| ノルトハウゼン                           | 12 (16) | 71–82                          | 片運転台 | 1991      | シュトゥットガルト                        | 2012   |
| ノルトハウゼン                           | 4 (7)   | 91–94                          | 両運転台 | 1994      | フライブルク                              | 2013   |
| ハルバーシュタット                       | 10 (13) | 151–160                        | 片運転台 | 1991–1994 | シュトゥットガルト                        |        |
| ハルバーシュタット                       | 6       | 161–166                        | 両運転台 | 1994      | フライブルク                              |        |
| ハルバーシュタット                       | 2       | 167–168                        | 両運転台 | 2003      | ノルトハウゼン (フライブルク譲渡車)       |        |
| ブランデンブルク・アン・デア・ハーフェル | 3       | 116–118                        | 両運転台 | 1997      | フライブルク                              | 2004   |
| アラド                                   | 32      | 400-500-600番台                | 片運転台 | 1995–2000 | シュトゥットガルト                        |        |
| アラド                                   | 13      | 1-9, 11-14                     | 片運転台 | 2003      | ウルム (シュトゥットガルト譲渡車)         |        |
| ヤシ                                     | 58      | 300-400番台                    | 片運転台 | 1997–2008 | シュトゥットガルト                        |        |
| ヤシ                                     | 27      | 120–121, 123–147               | 片運転台 | 2003      | ハレ (シュトゥットガルト譲渡車)           |        |
| ヤシ                                     | 23      | 101–113, 324, 331–332, 334–335 | 片運転台 | 2004/2009 | アウクスブルク (シュトゥットガルト譲渡車) |        |
| ヤシ                                     | 3       | 379–381                        | 片運転台 | 2012      | ノルトハウゼン (シュトゥットガルト譲渡車) |        |
| 福井                                     | 1       | 735                            | 両運転台 | 2014      | 高知 (シュトゥットガルト譲渡車)           |        |